# 宮川町 (津島市)
宮川町（みやがわちょう）は、愛知県津島市の地名。

## 地理
津島市西部に位置する。東は片町・西御堂町・薬師町・永楽町・大慶寺町・中地町、西は瑠璃小路町・江東町・老松町・大縄町、南は愛西市、北は橋詰町に接する。

## 歴史

### 人口の変遷
国勢調査による人口および世帯数の推移。
| 1995年（平成7年）  | 412世帯 1276人 |  |
| 2000年（平成12年） | 395世帯 1142人 |  |
| 2005年（平成17年） | 419世帯 1144人 |  |
| 2010年（平成22年） | 433世帯 1131人 |  |
| 2015年（平成27年） | 433世帯 1071人 |  |

### 沿革
- 1953年（昭和28年） - 津島市津島の一部により同市宮川町が成立[1]。

## 施設
- 天王川公園[2]
- 津島中央公民館[2]
- 津島市老人福祉センター[2]
- 愛知県立津島高等学校[2]
- 津島市立天王中学校[2]

### WEB
1. ↑  “愛知県津島市の町丁・字一覧”.   人口統計ラボ. 2023年3月12日閲覧。
2. ↑  総務省統計局 (2017年1月27日). “平成27年国勢調査の調査結果(e-Stat) - 男女別人口及び世帯数 －町丁・字等” (CSV). 2021年7月21日閲覧。
3. ↑  “愛知県津島市の郵便番号一覧”.   日本郵便. 2023年3月11日閲覧。
4. ↑  “市外局番の一覧” (PDF).   総務省 (2022年3月1日). 2022年3月22日閲覧。
5. ↑  総務省統計局 (2014年3月28日). “平成7年国勢調査の調査結果(e-Stat) - 男女別人口及び世帯数 －町丁・字等” (CSV). 2021年7月20日閲覧。
6. ↑  総務省統計局 (2014年5月30日). “平成12年国勢調査の調査結果(e-Stat) - 男女別人口及び世帯数 －町丁・字等” (CSV). 2021年7月20日閲覧。
7. ↑  総務省統計局 (2014年6月27日). “平成17年国勢調査の調査結果(e-Stat) - 男女別人口及び世帯数 －町丁・字等” (CSV). 2021年7月21日閲覧。
8. ↑  総務省統計局 (2012年1月20日). “平成22年国勢調査の調査結果(e-Stat) - 男女別人口及び世帯数 －町丁・字等” (CSV). 2021年7月21日閲覧。
9. ↑  総務省統計局 (2017年1月27日). “平成27年国勢調査の調査結果(e-Stat) - 男女別人口及び世帯数 －町丁・字等” (CSV). 2021年7月21日閲覧。

### 書籍
1. 1 2  「角川日本地名大辞典」編纂委員会 1989, p. 1298.
2. 1 2 3 4 5 6 7  「角川日本地名大辞典」編纂委員会 1989, p. 1729.